# Volcano W
Der Volcano W ist ein unterseeischer Doppelvulkan in der Nähe von Curtis Island im Gebiet der zu Neuseeland gehörenden Kermadecinseln. Der südöstliche der beiden Vulkane steigt vom Meeresgrund bis 900 Meter unter die Meeresoberfläche auf. Die Basaltvulkane wurden 2004 durch eine neuseeländisch-amerikanische Expedition entdeckt, die der Kartierung Schwarzer Raucher auf dem Meeresgrund gewidmet war.
Beide Vulkangipfel haben auf dem Gipfel eine Caldera, in der beim Südostgipfel ein Vulkankegel sitzt. Bei letzterem wurde 2005 vereinzelt hydrothermale Aktivität beobachtet.